# Liste der Monuments historiques in Cernay-l’Église
Die Liste der Monuments historiques in Cernay-l’Église führt die Monuments historiques in der französischen Gemeinde Cernay-l’Église auf.

## Liste der Immobilien
| Bezeichnung       | Beschreibung           | Standort               | Kennzeichnung | Schutzstatus | Datum | Bild           |
| ----------------- | ---------------------- | ---------------------- | ------------- | ------------ | ----- | -------------- |
| Kirche St-Antoine | ab dem 15. Jahrhundert | Rue de l’Église (Lage) | PA00101621    | Inscrit      | 1986  | weitere Bilder |

## Liste der Objekte
| Bezeichnung                                                 | Beschreibung | Standort                        | Kennzeichnung | Schutzstatus | Datum | Bild |
| ----------------------------------------------------------- | --- | ------------------------------- | ------------- | ------------ | ----- | ---- |
| Kanzel                                                      | Holz, farbig gefasst, 1807, Bildhauer Antoine-Joseph Burnequey                                                                            | in der Kirche St-Antoine (Lage) | PM25000457    | Classé       | 1907  |      |
| Skulptur Heiliger Heinrich                                  | Stein, farbig gefasst, 16. Jahrhundert | in der Kirche St-Antoine (Lage) | PM25000458    | Classé       | 1908  |      |
| Skulptur Heiliger Rochus                                    | Stein, 16. Jahrhundert (im Bild rechts der Kanzel)                                                                                        | in der Kirche St-Antoine (Lage) | PM25000459    | Classé       | 1908  |      |
| Zwölf-Apostel-Retabel                                       | Stein, 16. Jahrhundert | in der Kirche St-Antoine (Lage) | PM25000460    | Classé       | 1908  |      |
| Skulptur Heiliger Sophia mit ihren drei Töchtern            | Stein, farbig gefasst, 16. Jahrhundert | in der Kirche St-Antoine (Lage) | PM25000461    | Classé       | 1928  |      |
| Zwei Skulpturen: Heiliger Barbara und heiliger Bartholomäus | Stein, farbig gefasst, 16. Jahrhundert | in der Kirche St-Antoine (Lage) | PM25000462    | Classé       | 1928  |      |
| Skulptur Unterweisung Mariens                               | Stein, farbig gefasst, 16. Jahrhundert (im oberen Register des Franz-Xaver-Altars)                                                        | in der Kirche St-Antoine (Lage) | PM25000463    | Classé       | 1928  |      |
| Skulptur Heilige Agatha                                     | Holz, farbig gefasst, 17. Jahrhundert | in der Kirche St-Antoine (Lage) | PM25000464    | Classé       | 1928  |      |
| Skulpturengruppe Taufe Christi                              | Holz, farbig gefasst, 17. Jahrhundert | in der Kirche St-Antoine (Lage) | PM25000465    | Classé       | 1928  |      |
| Skulpturengruppe Heiliger Josef mit Jesusknaben             | Holz, 17. Jahrhundert | in der Kirche St-Antoine (Lage) | PM25000466    | Classé       | 1928  |      |
| Hauptaltar                                                  | Retabel; Holz, farbig gefasst, 17. Jahrhundert                                                                                            | in der Kirche St-Antoine (Lage) | PM25000467    | Classé       | 1928  |      |
| Zwei Beichtstühle                                           | Holz, farbig gefasst, 17. Jahrhundert | in der Kirche St-Antoine (Lage) | PM25000468    | Classé       | 1928  |      |
| Marienaltar                                                 | rechter Seitenaltar; Altartisch, Retabel, Skulptur und Gemälde; Holz, farbig gefasst und vergoldet, Ölfarbe auf Leinwand, 18. Jahrhundert | in der Kirche St-Antoine (Lage) | PM25000469    | Classé       | 1984  |      |
| Franz-Xaver-Altar                                           | linker Seitenaltar; Altartisch, Retabel und Relief; Holz, farbig gefasst und vergoldet, 18. Jahrhundert                                   | in der Kirche St-Antoine (Lage) | PM25000470    | Classé       | 1984  |      |
| Skulpturengruppe Heiliger Josef mit Jesusknaben             | Holz, farbig gefasst, 18. Jahrhundert (auf dem Franz-Xaver-Altar)                                                                         | in der Kirche St-Antoine (Lage) | PM25000471    | Classé       | 1984  |      |
| Wandvertäfelung des Chorraums                               | Holz, bemalt, 18. Jahrhundert | in der Kirche St-Antoine (Lage) | PM25000472    | Classé       | 1984  |      |
| Zwei Chorbänke                                              | Holz, bemalt, 18. Jahrhundert | in der Kirche St-Antoine (Lage) | PM25000473    | Classé       | 1984  |      |
| Adlerpult                                                   | Holz, farbig gefasst, 18. Jahrhundert (rechts im Bild)                                                                                    | in der Kirche St-Antoine (Lage) | PM25000474    | Classé       | 1984  |      |
| Adlerpult                                                   | Holz, farbig gefasst, 18. Jahrhundert (links im Bild)                                                                                     | in der Kirche St-Antoine (Lage) | PM25000474    | Classé       | 1984  |      |
| Kommunionbank                                               | Schmiedeeisen, bezeichnet 1821 | in der Kirche St-Antoine (Lage) | PM25000476    | Classé       | 1984  |      |
| Sechs Prozessionsstäbe                                      | Holz, vergoldet, Anfang des 19. Jahrhunderts                                                                                              | in der Kirche St-Antoine (Lage) | PM25000477    | Classé       | 1984  |      |
| Zwei Skulpturen von Diakonen mit Märtyrerplamen             | Holz, farbig gefasst und vergoldet, 18. Jahrhundert                                                                                       | in der Kirche St-Antoine (Lage) | PM25000478    | Classé       | 1984  |      |
| Relief Christus heilt einen Leprakranken                    | mit Konsole; Holz, farbig gefasst, 18. Jahrhundert                                                                                        | in der Kirche St-Antoine (Lage) | PM25000479    | Classé       | 1984  |      |
| Reliquienmonstranz                                          | Silber, 17. Jahrhundert | in der Kirche St-Antoine (Lage) | PM25000480    | Classé       | 1984  |      |
| Reliquiar                                                   | Kupfer, versilbert, 16. Jahrhundert | in der Kirche St-Antoine (Lage) | PM25000481    | Classé       | 1984  |      |
| Zwei Reliquiare                                             | Holz, vergoldet, 18. Jahrhundert (auf dem Franz-Xaver-Altar)                                                                              | in der Kirche St-Antoine (Lage) | PM25000482    | Classé       | 1984  |      |
| Kelch                                                       | Silber, vergoldet, 18. Jahrhundert | in der Kirche St-Antoine (Lage) | PM25000483    | Classé       | 1984  |      |
| Kelch und Patene                                            | Silber, vergoldet, erste Hälfte des 19. Jahrhunderts                                                                                      | in der Kirche St-Antoine (Lage) | PM25000484    | Classé       | 1984  |      |
| Monstranz                                                   | Silber, vergoldet, 18. und 19. Jahrhundert                                                                                                | in der Kirche St-Antoine (Lage) | PM25000485    | Classé       | 1984  |      |
| Ziborium                                                    | Silber, vergoldet, gemarkt 1786, Goldschmied Pierre Thibaut                                                                               | in der Kirche St-Antoine (Lage) | PM25000486    | Classé       | 1984  |      |
| Tresor                                                      | Kupfer, Schmiedeeisen, 18. Jahrhundert | in der Kirche St-Antoine (Lage) | PM25000487    | Classé       | 1984  |      |